# Kreier

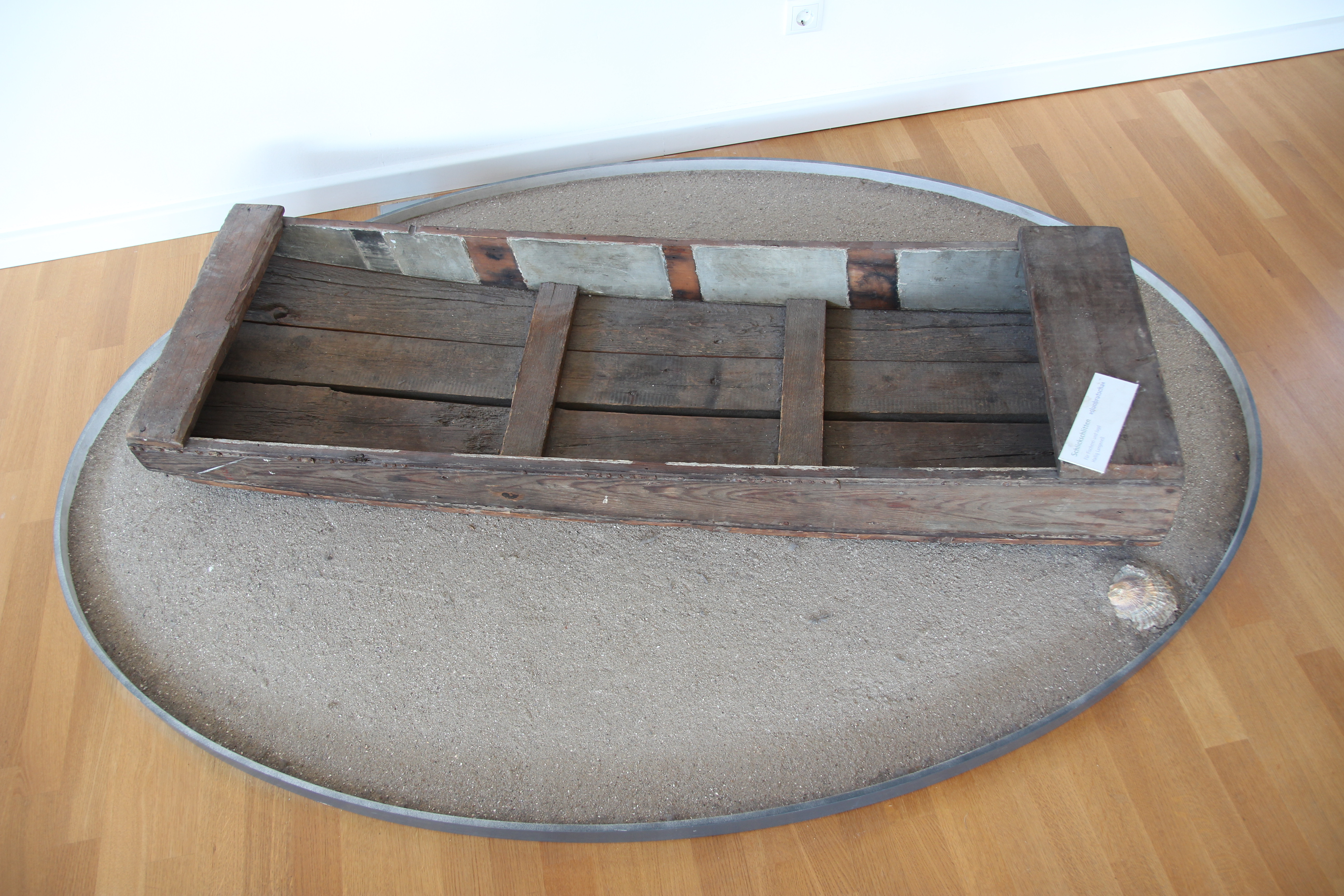
Schlickschlitten im Nordfriesischen Museum. Nissenhaus Husum

Ein Kreier (auch Wattschlitten, Schlickschlitten oder Schlickrutscher) ist ein schlittenartiges Gefährt aus Holz. Fischer fuhren früher mit ihm ins Watt zu ihren Reusen und transportierten ihren Fang auf dem Gefährt zurück ans Festland.
Das Bild unten links zeigt das Transportmittel eines Reusenfischers – einen Hundeschlitten.
Im Land Wursten nahe Duhnen ist  Erhard Djuren einer der letzten, die dieses Handwerk noch ausüben. Sein Kreier wird von drei Labrador-Mischlingen (Senfhunde) gezogen, die Erhard Djuren selbst züchtet.
Kreier werden aus Holz gefertigt und bestehen aus einem schlittenartigen Unterbau mit einem Aufbau, an dem man sich kniend oder stehend festhalten kann. Der Fahrer kniet mit einem Bein auf dem Schlitten, mit dem anderen stößt er sich, ähnlich wie beim Rollerfahren, vom Boden ab.
Während in früheren Zeiten Wattfischer Schlickschlitten verwendeten, um zu ihren Reusen zu gelangen und den Fang zu transportieren, werden die Fahrzeuge heute fast nur noch als Sportgeräte bei Wettkämpfen verwendet. Das jährliche Kreierrennen von Pilsum und Pogum in Ostfriesland hat hierbei überregionale Bekanntheit erreicht.
Die von diesen Fortbewegungsmitteln hergeleitete Bezeichnung Schlickrutscher für Boote oder Schiffe ist umso abwertender zu verstehen, je größer das so bezeichnete Wasserfahrzeug ist.

## Bilder

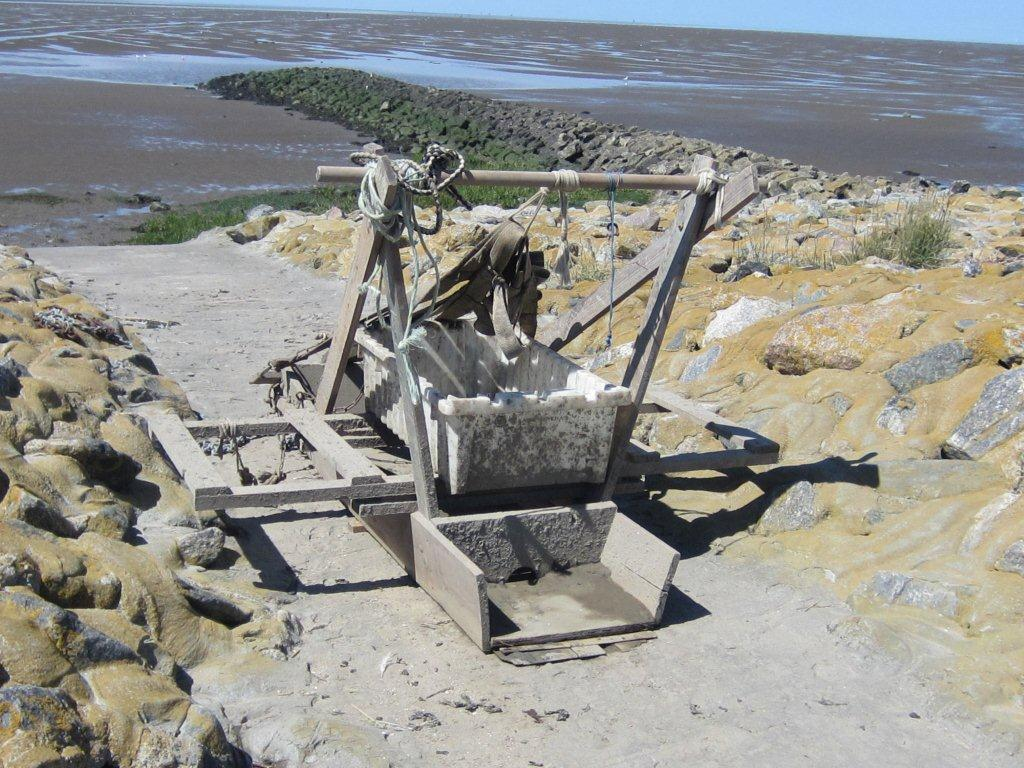
Schlickrutscher am Wremer Watt (2012)
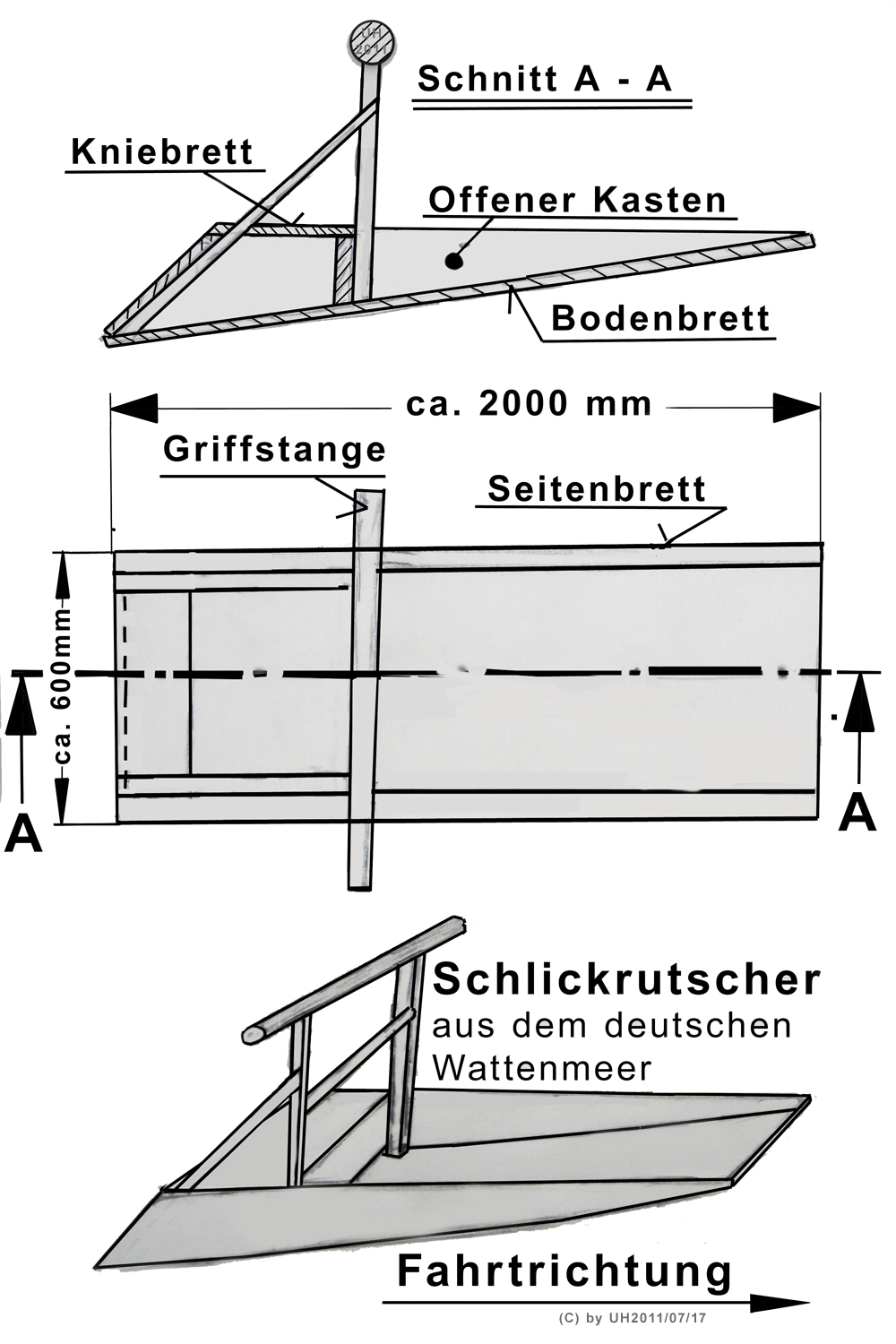
Bauzeichnung eines Kreiers
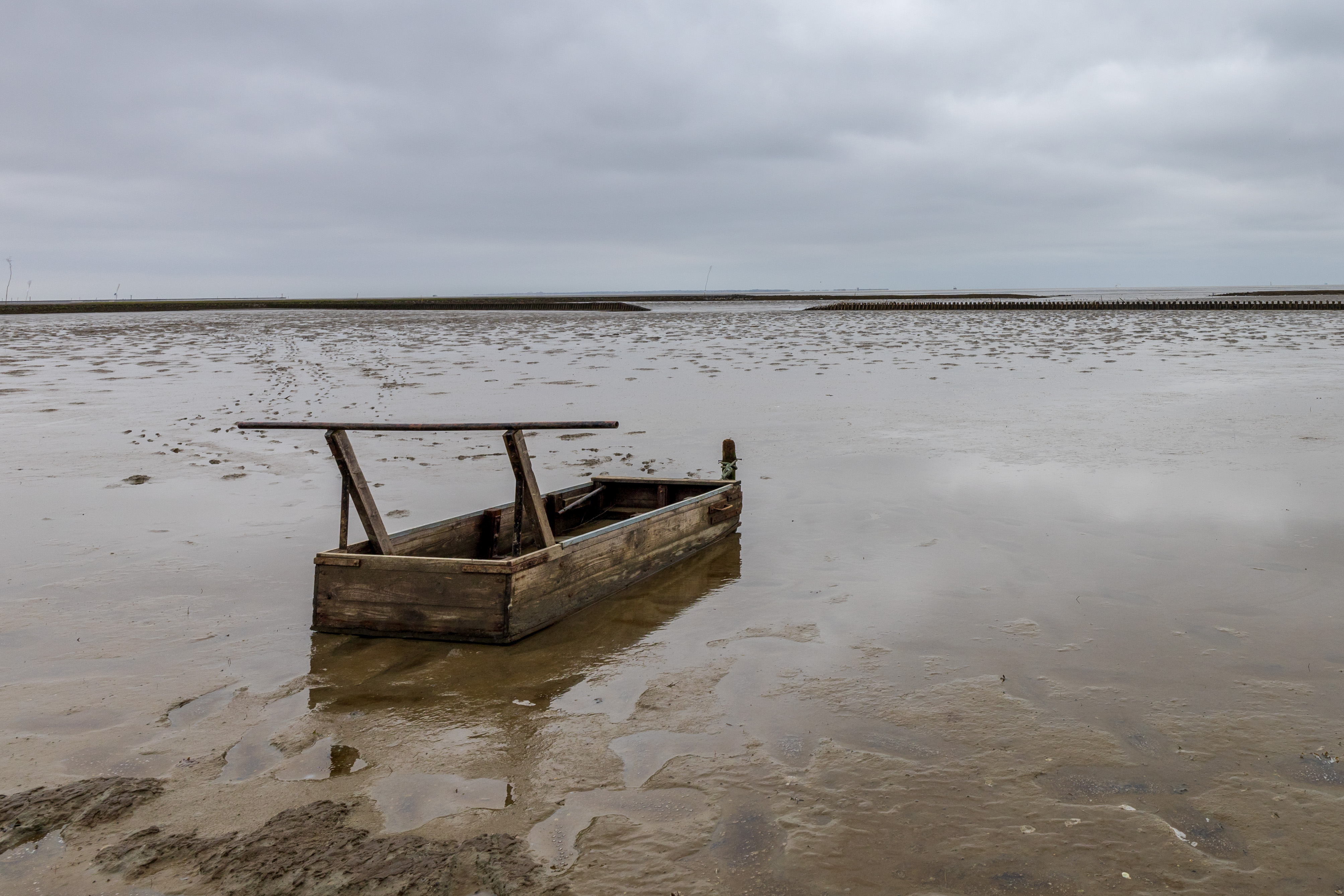
Schlickschlitten im Watt vor Norddeich (2021)
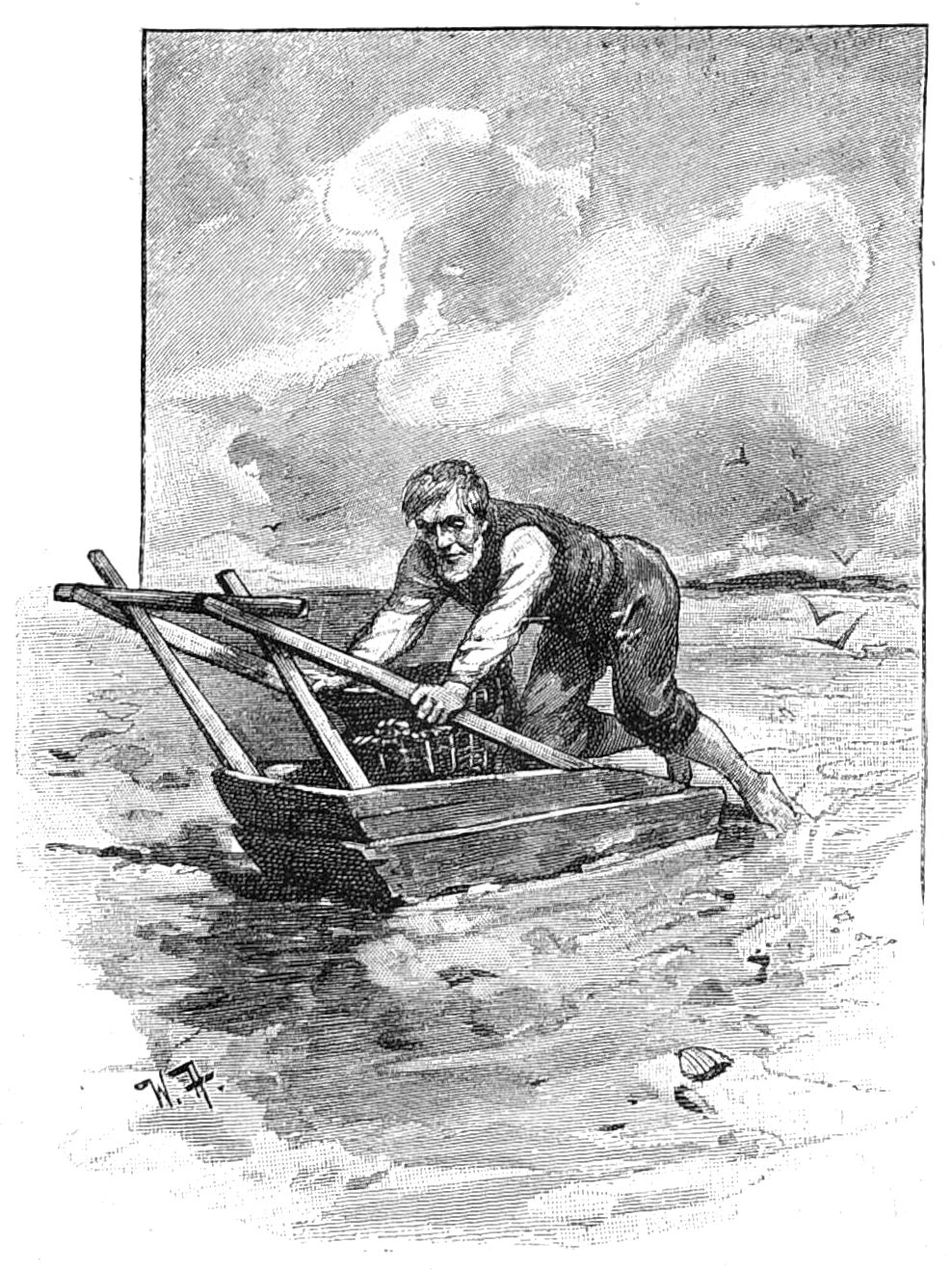
Zeichnung eines Schlickrutschers von Walther Schulte vom Brühl